# Evangelische Kirche (Schwörstadt)

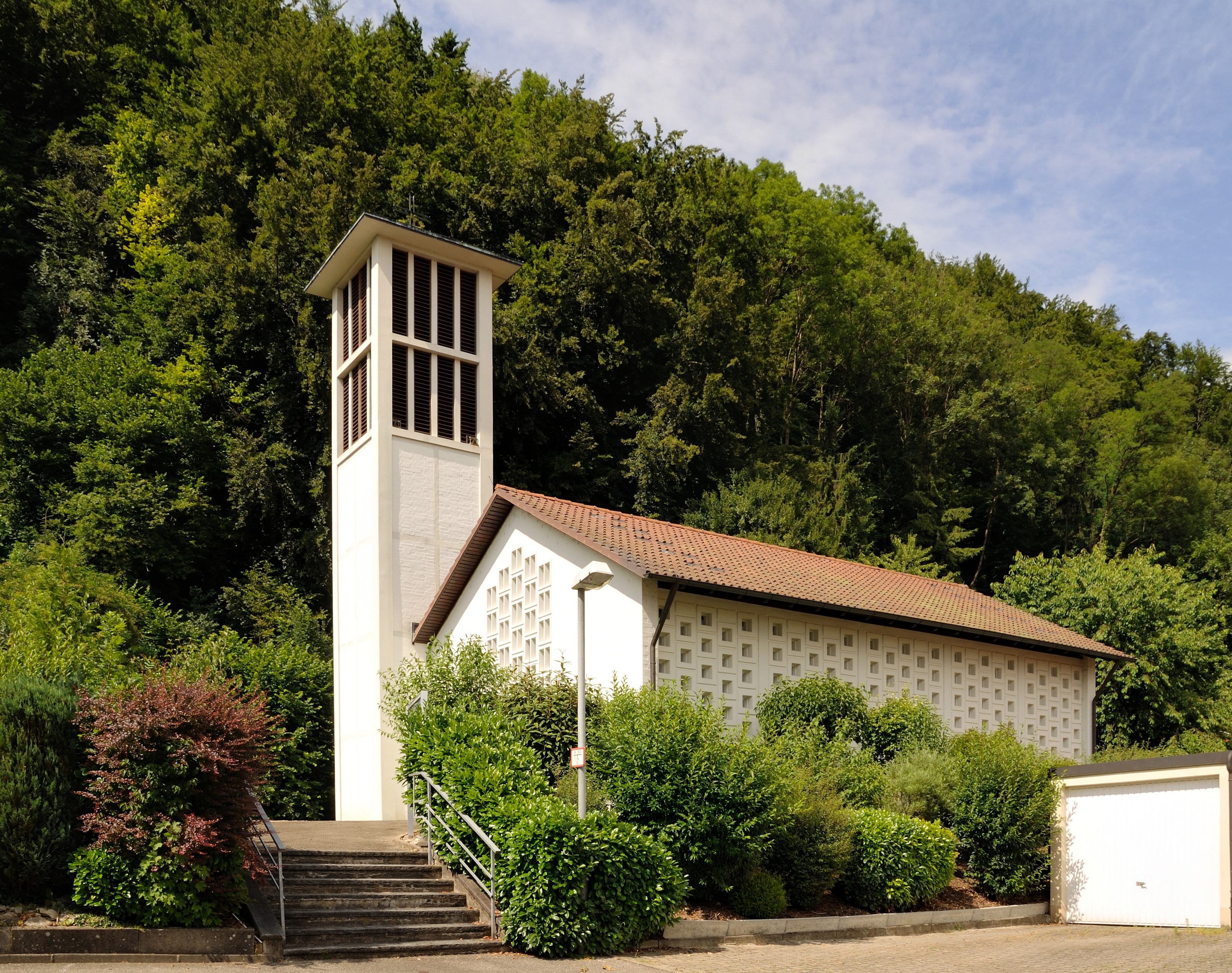
Michaeliskirche

Die evangelische Michaeliskirche in der Gemeinde Schwörstadt im Landkreis Lörrach wurde Ende der 1950er Jahre errichtet.

## Beschreibung
Die evangelische Kirche wurde 1958 errichtet. Das Gotteshaus steht abseits der Durchgangsstraße in einem Wohngebiet des Ortes. Langhaus und Chor sind in einem rechteckigen Raum vereint und werden von einem Satteldach abgeschlossen. Im Nordwesten ist ein Glockenturm mit quadratischem Grundriss angebaut. Der untere Teil des Turms ist geschlossen und ohne Fenster; der obere Teil trägt einen zu jeder Seite offenen Glockenstuhl. Dieser besteht aus mehreren Längs- und einer Querstrebe und beherbergt eine h′-Glocke von 1888 unbekannter Herkunft. Das Flachdach kragt leicht über den Grundriss hinaus und trägt an seiner Spitze ein Kreuz. Das Hauptportal an der Westfassade ist über ein kleines Vordach geschützt. Darüber sind in der Fassade Glasbausteinelemente eingelassen, die nach oben zum Dachgiebel hin pyramidal angeordnet sind. Die Glasbausteine wiederholen sich in der oberen Hälfte der ansonsten hell verputzten Südfassade. Im Nordosten befindet sich die Sakristei. Im Innenraum steht ein einfacher Tischaltar mit Kruzifix und Kanzelpult im Chorbereich. An der Empore befindet sich die 1960 errichtete Orgel von Wilhelm Wagner aus Grötzingen. Das Instrument hat eine mechanische Traktur und besitzt ein Manual, ein Pedal und vier Register.

## Entwidmung
An Pfingstsonntag, 19. Mai 2024, fand der letzte Gottesdienst in der Michaeliskirche statt. „Das Gebäude wird wieder zum Profanbau erklärt und verliert seine Weihe als Gotteshaus.“ Aufgrund der rückläufigen Zahl der Kirchenbesucher und Kirchenmitglieder signalisierte die Landeskirche, dass sie die nötige Sanierung nicht mehr finanzieren würde und die lokale Kirchengemeinde war hierzu auch nicht in der Lage. Die Orgel wurde an einen privaten Interessenten verkauft und über den Verbleib der Glocke wird die politische Gemeinde als Eigentümerin noch entscheiden.
Im Ortsteil Dossenbach besteht weiterhin die evangelische Pelagiuskirche.
Derzeit versammelt sich dort regelmäßig die ortsansässige Evangeliums-Christen-Baptisten-Gemeinde.